# 大埔醫院
大埔醫院（英語：Tai Po Hospital）是香港新界大埔區大埔的一間公立醫院，座落於香港新界大埔區大埔全安路9號，毗鄰雅麗氏何妙齡那打素醫院及的富蝶邨，佔地約4.46公頃，由唐謀士建築設計事務所設計，成立於1998年。現在由醫院管理局所管理，隸屬新界東醫院聯網。
全院由主座大樓及綜合大樓組成，週圍設有青蔥休憩空地，為病人提供作康復運動之用。截至2021年3月底，醫院共有1026張病床；包括433張普通科病床、233張療養科病床及360張精神科病床。
目前大埔醫院旨在為其他醫院轉介的長者、長期病患者、急症精神科病人以及中央護理輪候名冊申請者等，提供醫學評估、延續護理和綜合復康服務，也是本港三間脊髓損傷康復中心之一。醫院確保病人獲取優質和全面的服務，事事以病人為先，並致力改善社區的健康。大埔醫院與多個醫療服務機構和社區團體合作，推展健康和長期護理的計劃。

## 服務範圍
- 服務 :  
  - 住院服務
  - 精神科社康護理服務
  - 精神科社康外展服務
  - 精神科病人/家屬熱線服務
  - 精神科會診服務（急性及老人精神科）
- 專科 :  
  - 內科及老人科 
    - 普通內科
    - 老人科
    - 中風及腦康復科
    - 胸肺科
    - 護養科

  - 精神科 
    - 成人急性精神科
    - 康復精神科
    - 老人精神科

  - 矯形及創傷外科（骨科） 
    - 骨科復康科
    - 脊柱損傷復康科

- 專職醫療服務 :  
  - 職業治療
  - 物理治療
  - 臨床藥劑服務
  - X-光服務
  - 醫務社會服務
  - 營養顧問服務
  - 言語治療服務
  - 臨床心理服務
  - 義肢及矯形服務

- 其他服務及設施 :  
  - 病人圖書館
  - 脊柱損傷資源中心
  - 院牧服務
  - 牧靈服務
  - 義工服務
  - 小賣服務
  - 醫院餐廳

## 外部連結
- 大埔醫院官方網站 （页面存档备份，存于）
- 醫院管理局相關網站 - 大埔醫院 （页面存档备份，存于）